# Ричардсон (округ)
Округ Ричардсон (англ. Richardson County) — округ, расположенный в штате Небраска (США) с населением в 8363 человека по статистическим данным переписи 2010 года. Столица округа находится в городе Фолс-Сити.

## История
Округ Ричардсон был образован в 1855 году и получил своё официальное название в честь губернатора Территории Небраска Уильяма Александра Ричардсона.
30 мая 1879 года через территорию округа Ричардсон прошёл торнадо «Ирвинг-Канзас» (категория F4 по шкале Фудзиты), 18 человек погибло и около шестидесяти получили ранения.

## География
По данным Бюро переписи населения США округ Ричардсон имеет общую площадь в 1440 квадратных километров, из которых 1432 квадратных километра занимает земля и 8 квадратных километров — вода. Площадь водных ресурсов округа составляет 0,49 % от всей его площади.

### Соседние округа
- Немахо (Небраска) — север
- Холт (Миссури) — восток
- Пони (Небраска) — запад
- Донифан (Канзас) — юго-восток
- Немахо (Канзас) — юго-запад
- Браун (Канзас) — юг

## Демография
По данным переписи населения 2000 года в округе Ричардсон проживало 9531 человек, 2567 семей, насчитывалось 3993 домашних хозяйств и 4560 жилых домов. Средняя плотность населения составляла 7 человек на один квадратный километр. Расовый состав округа по данным переписи распределился следующим образом: 95,65 % белых, 0,19 % чёрных или афроамериканцев, 2,32 % коренных американцев, 0,15 % азиатов, 1,48 % смешанных рас, 0,22 % — других народностей. Испано- и латиноамериканцы составили 1,05 % от всех жителей округа.
Из 3993 домашних хозяйств в 29,5 % — воспитывали детей в возрасте до 18 лет, 53,4 % представляли собой совместно проживающие супружеские пары, в 7,4 % семей женщины проживали без мужей, 35,7 % не имели семей. 32,2 % от общего числа семей на момент переписи жили самостоятельно, при этом 17,7 % составили одинокие пожилые люди в возрасте 65 лет и старше. Средний размер домашнего хозяйства составил 2,34 человек, а средний размер семьи — 2,95 человек.
Население округа по возрастному диапазону по данным переписи 2000 года распределилось следующим образом: 25,5 % — жители младше 18 лет, 5,9 % — между 18 и 24 годами, 23,8 % — от 25 до 44 лет, 23,3 % — от 45 до 64 лет и 21,5 % — в возрасте 65 лет и старше. Средний возраст жителей округа составил 41 год. На каждые 100 женщин в округе приходилось 93,5 мужчин, при этом на каждых сто женщин 18 лет и старше приходилось 90,0 мужчин также старше 18 лет.
Средний доход на одно домашнее хозяйство в округе составил 29 884 доллара США, а средний доход на одну семью в округе — 39 779 долларов. При этом мужчины имели средний доход в 25 938 долларов США в год против 18 775 долларов США среднегодового дохода у женщин. Доход на душу населения в округе составил 16 460 долларов США в год. 6,3 % от всего числа семей в округе и 10,1 % от всей численности населения находилось на момент переписи населения за чертой бедности, при этом 10,5 % из них были моложе 18 лет и 11,5 % — в возрасте 65 лет и старше.

## Основные автодороги
- US 73
- US 75
- US 159
- Автомагистраль 8
- Автомагистраль 62
- Автомагистраль 67
- Автомагистраль 105

## Населённые пункты

### Города и деревни
- Барада
- Досон
- Фолс-Сити
- Гумбольдт
- Престон
- Руло
- Сейлем
- Шуберт
- Стелла
- Вердон